# Gara Blaj
Gara Blaj este o stație de cale ferată care deservește municipiul Blaj, județul Alba, România.

## Istoric
Blajul a fost racordat la rețeaua feroviară pe 6 mai 1872, odată cu darea în folosință a Căii ferate Teiuș–Brașov. La sfârșitul secolului al XIX-lea Blajul a devenit nod de cale ferată, prin inaugurarea căii ferate spre Diciosânmartin (Târnăveni)–Sovata–Praid.
Calea ferată Blaj–Praid, în lungime de 113 km, a fost construită în perioada 1894-1896. Din 2022 secțiunea Bălăușeri–Praid nu se mai află în exploatare.